# Dicranomyia (Dicranomyia) unispinosa
Dicranomyia (Dicranomyia) unispinosa is een tweevleugelige uit de familie steltmuggen (Limoniidae). De soort komt voor in het Palearctisch gebied.